# المصنعة (بني مطر)

تعديل مصدري - تعديل

المصنعة هي إحدى قرى عزلة ديان بمديرية بني مطر التابعة لمحافظة صنعاء، بلغ تعداد سكانها 126 نسمة حسب تعداد اليمن لعام 2004.